# Флаг Белокурихи
Флаг городского округа «Город Белоку́риха» Алтайского края Российской Федерации.

## Описание
«Двустороннее прямоугольное полотнище с отношением ширины к длине 2:3, состоящее из пяти горизонтально расположенных полос белого, синего, белого, зелёного и белого цветов, занимающих соответственно 6/10, 1/10, 0,5/10, 1/10 и 1,5/10 ширины полотнища. На верхней белой полосе помещено изображение синей (голубой) горы о трёх вершинах, средняя вершина которой выше и с ущербом слева. В центре полотнища, поверх изображения горы и синей, белой и зелёной узких полос, изображение белого портика с расположенным в нём бьющим фонтаном того же цвета».

## Символика
Флаг разработан на основе герба города Белокурихи.
Зелёный, белый и синий цвета на флаге, отражают особенности природного и экономического положения города Белокурихи — расположенного у подножия Алтайских гор, на берегу реки Белокуриха, и окружённого множеством полей.
Белый цвет (серебро) — символ чистоты помыслов.
Зелёный цвет — символ надежды, изобилия, возрождения, жизненных сил.
Синий цвет — символ благополучия, мира, верности, движения вперёд. Синяя гора символизирует географическое положение города у подножия горы Церковка.
Белый портик с бьющим фонтаном символизируют благоприятные климатические условия города-курорта, минеральные и радоновые воды, выходящие на поверхность на территории города. Фонтан — символический источник жизни, здоровья, обновления и очищения души. Портик является архитектурным сооружением, положившим начало городу Белокурихе.